# Martini-Sommer
Der Martini-Sommer oder Martinssommer gehört zu den meteorologischen Singularitäten. Martini-Sommer ist ein volkstümlicher Begriff in der Schweiz und Süddeutschland für eine typische Schönwetterperiode gegen Ende der ersten November-Dekade mit stabilen Hochdrucklagen, die in entsprechenden Jahren in den Weinbaugebieten eine Novemberlese möglich machen. Schweizer Meteorologen verwenden seit Generationen diesen aus dem Mittelalter des christlichen Abendlandes stammenden Ausdruck auch heute noch in ihren Wetterprognosen. Mittlerweile wird der Ausdruck Martini-Sommer im ganzen deutschsprachigen Raum angewendet. Martini-Sommer wird gerne mit Altweibersommer verwechselt. Letzterer betrifft jedoch die späten schönen Sommertage im Monat September.
Der Legende nach ereignete sich dieses Wetterphänomen erstmals beim Tod des heiligen Martin im französischen Tours. Der Bischof starb unerwartet während eines Besuches im Kloster, das er gegründet hatte. Beim Transport des Leichnams auf der Loire in die Stadt geschah das vermeintliche Wunder eines raschen Wärmeeinbruchs, so dass die Ufer neu ergrünten und Fruchtbäume zu blühen begannen.
Eine alte Bauernregel sagt sinngemäß „Bringt Allerheiligen (1. November) einen Winter, so bringt Martini (11. November) einen Sommer“ und der Volksmund meint „St. Martins Sommer währt nicht lange“.
Im Jahr 2006 gab es einen etwas verspäteten Martini-Sommer, der um den 14. November begann und bis fast zum Monatsende dauerte. Am 15. und 16. November wurden in weiten Teilen Deutschlands Temperaturwärmerekorde für diese Zeit gebrochen.
Martini-Sommer ist demnach eine Zeit mit einigen warmen Tagen kurz vor der dunklen Winterszeit – ein nochmaliges letztes Aufblühen der Natur, kurz bevor sie in den tiefen Winterschlaf verfällt; im übertragenen Sinne eine barmherzige Zeit. Am Martinstag wird mit der Martinigans der Sommer geschlachtet. Der Brauch, Tiere feierlich zu schlachten und zu einem Festbraten zu erheben, hängt damit zusammen, dass man früher an die Vegetationsgeister glaubte, sie sich als Tiere vorstellte, als Hahn, Schwein oder Gans, ein Korn- und Erdgeist, der genauso verging wie der Sommer. Mit dem Martinifeuer (auch Martinsfeuer) wird dann der Sommer endgültig verbrannt.